# Jupiter LVI

Jupiter LVI, cunoscut provizoriu ca S/2011 J 2, este un satelit natural al lui Jupiter . A fost descoperit de Scott Sheppard⁠(d) în 2011.   Imaginile satelitului nou descoperit au fost surprinse cu ajutorul telescopului Magellan-Baade la Observatorul Las Campanas din Chile. Este un satelit neregulat cu o orbită retrogradă. Descoperirea lui Jupiter LVI a adus numărul sateliților jovieni la 67. Face parte din unul dintre roiurile exterioare  retrograde de obiecte care orbitează în jurul lui Jupiter și aparține grupului Pasiphae . 
Satelitul a fost pierdut în urma descoperirii sale în 2011.     A fost recuperat în 2017 și a primit denumirea permanentă în acel an. 